# Leiteiro

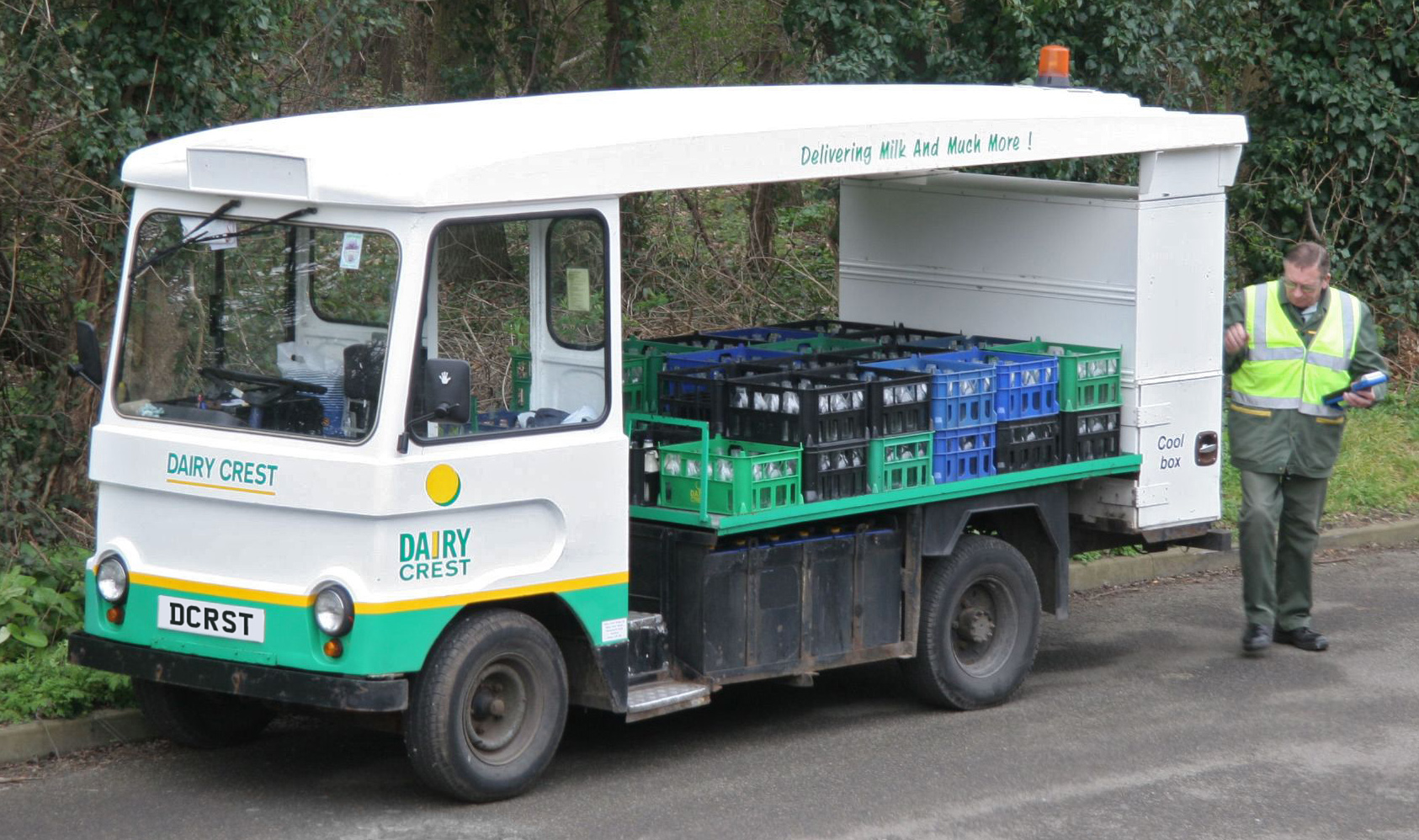
Carro leiteiro, Reino Unido.

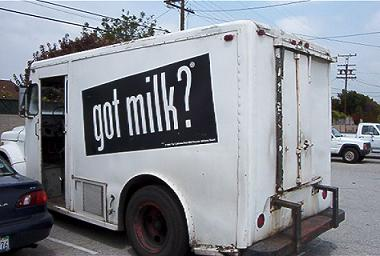
Caminhão de leite em Culver City, Estados Unidos da América.

Um leiteiro é uma pessoa, tradicionalmente homem, que entrega leite em garrafas de leite ou em caixas de papelão. A entrega de leite, frequentemente, ocorre de manhã e não é raro eles entregarem outros tipos de produtos além do leite, como: ovos, creme, queijo, refrigerante e iogurte ou manteiga. O termo "leiteiro" é usado para referir-se quanto ao homem ou mulher que exerce esta profissão.
Originalmente, o leite precisou de ser entregue nas casas diariamente desde que a pobre refrigeração significou que o deterioraria depressa. A presença de refrigeradores eficientes em casas no mundo desenvolvido, diminuiu a necessidade da entrega de leite frequente durante o último meio-século e fez a profissão, às vezes, encolher em muitas localidades a só 3 dias por semana de entrega e desapareceu totalmente em outras localidades. Adicionalmente, a entrega do leite incorre um pequeno custo no preço de produtos de lacticínios que são, crescentemente, difícil de justificar e deixam o leite entregue em uma posição onde é propenso ao roubo.
Historicamente, britânicos, irlandeses, e outros leiteiros europeus tem viajado em veículos elétricos, chamados de Milk float (português: Carro leiteiro). Na Austrália, a entrega de leite por veículos foi usada por caminhões movidos a pouco gás ou óleo diesel com uma cobertura de bandeja de leite. Em áreas quentes, essa bandeja é, usualmente, desligado.

## Leiteiros na Cultura
- A frequente entrega por leiteiros em casas durante o dia tem conduzido para um alto nível de familiaridade com donas-de-casa - frequentemente mulheres - que tem feito a ocupação uma figura central em numerosos leiteiros gracejados.
- Na região de Uganda, um título frequentemente usado para "rei" é o "Omukama" que quer dizer "portador de leite / leite superior" (um título ao que recorre a tradição histórica, que a classe governante antiga de alguns reinos ugandeses era de ação da tribo Hima (os Hima eram proprietários de gados).
- O carácter Tevye, do musical da Broadway, Fiddler on the Roof, é um leiteiro.
- Um conto de horror da antologia Skeleton Crew, de Stephen King, chamada de "Entregas Matinais"  (Leiteiro n.º 1)", fala sobre um leiteiro que mata pessoas deixando "surpresas" (veneno, gás tóxico, aranhas venenosas, etc.) nas suas garrafas de leite.
- A aposentadoria do leiteiro Clyde Priest, 80 anos de idade, no dia 20 de julho de 2006, foi informada como a aposentadoria do último leiteiro nos Estados Unidos da América.
- Carlos Drummond de Andrade escreveu um poema chamado "Morte do Leiteiro".

1. ↑  leiteiro in Dicionário infopédia da Língua Portuguesa [em linha]. Porto: Porto Editora, 2003-2018. [consult. 2018-05-14 01:42:09]. Disponível na Internet: https://www.infopedia.pt/dicionarios/lingua-portuguesa/leiteiro